# میوان
میوان، روستایی از توابع بخش باینگان شهرستان پاوه در استان کرمانشاه ایران است.

## جمعیت
میوان :روستایی از توابع بخش باینگان واقع در شهرستان پاوه در استان کرمانشاه می‌باشد. این روستا در دهستان شیوه سر قرار دارد و بر اساس سر شماری مرکز آمار ایران در سال ۱۳۸۵، جمعیت آن ۱۴۰ نفر (۳۳خانوار) بوده‌است. روستای مذکور از لحاظ جغرافیای در جنوب شهرستان پاوه و در شرق شهر بانه وره واقع است. و به صورت میدانی واقع در سه راهی باینگان جنب شهرک صنعتی پاوه قرار دارد. که از: شمال با روستای شمشیر از غرب با روستای آریت از جنوب با روستای چیلانه و از شرق با روستای سریاس همسایه است. با توجه به کوهستانی بودن منطقه و قرار داشتن این روستای در کوهپایهٔ کوه شاهو از مناطق بکر و دیدنی و چشم‌نوازی برخوردار است که با توجه به حاصل خیزی زمینهای این مناطق؛ کشاورزی، باغداری و دامداری این روستا رونق قابل توجه ای دارد و بسیاری از محصولات خوراکی و غذایی شهر و روستاهای اطراف خود را تأمین می‌کند. در این روستا زنان نیز در همهٔ زمینه‌ها پا به پای مردان مشغول کار تلاش هستند، بانوان محترمهٔ این روستا توانسته‌اند در زمینه‌های کشاورزی، قالی بافی، توپ دوزی و دوخت گیوه (کلاش) و… مهارتهای لازم را کسب نمایند و از این راه به سرمایه و توانای مالی خانواده‌های خود کمک بسزایی بکنند. این روستا دارای چندین دانشجو در مقاطع کاردانی، کارشناسی و کارشناسی ارشد و چندین کارمند شاغل در آموزش و پرورش و سایر نهادها می‌باشد. با توجه به بازنشسته بودن، اکثر ساکنین روستا مشغول به دامداری و کشاورزی می‌باشند. در سال‌های گذشته بنا به وضعیت کلی کشور امکانات رفاهی و توسعه ایی خوبی در روستای مذکور بعمل آمده‌است.